# Mieczysław Uniejewski

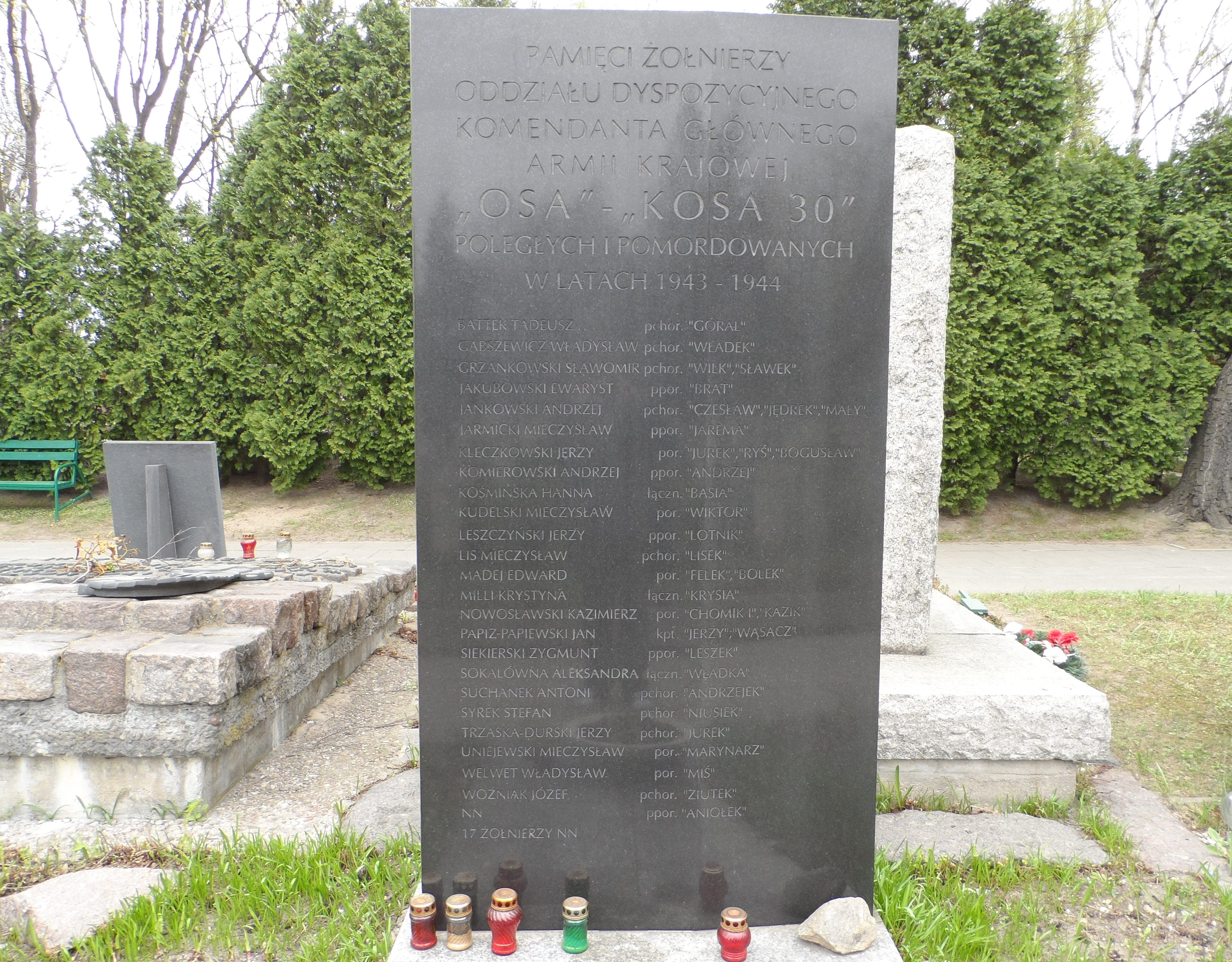
Tablica na Cmentarzu Wojskowym na Powązkach w Warszawie, upamiętniająca poległych i pomordowanych żołnierzy „Osy”-„Kosy” z nazwiskiem Uniejewskiego.

Mieczysław Uniejewski ps. „Marynarz”, „Matros”,  „Bogusław Marynarz” (ur. 23 sierpnia 1918, zm. w październiku 1943 w Warszawie) – porucznik polskiej Marynarki Wojennej w okresie międzywojennym, obrońca Helu w 1939 roku, członek polskiego ruchu oporu w czasie II wojny światowej, uczestnik wielu akcji dywersyjnych Armii Krajowej.

## Życiorys
W czasie kampanii wrześniowej był członkiem załogi ORP „Gryf”. Po zatopieniu okrętu uczestniczył w bitwie o Hel. Po kapitulacji półwyspu dostał się do niewoli i trafił do niemieckiego obozu jenieckiego. W maju 1942 roku uciekł z Oflagu II C w Woldenbergu. Wraz z nim uciekli także por. Stanisław Bes, ppor. Bernard Drzyzga i kpr. Brożek, zaś trzej z nich uniknęli schwytania przez obławę żandarmów w okolicach Wronek, po tym jak S. Bes ściągnął na siebie tropiących i jako jedyny z uciekinierów został pojmany. Przedostał się następnie do Warszawy, gdzie wkrótce nawiązał kontakt z polskim podziemiem zbrojnym. W szeregach Armii Krajowej uczestniczył w wielu akcjach dywersyjnych wymierzonych w niemieckiego okupanta. Od 1942 roku był członkiem warszawskiego oddziału Organizacji Specjalnych Akcji Bojowych „Osa”-„Kosa 30”, którym dowodził Jerzy Kleczkowski ps. „Bogusław Jan” (podobnie jak „Marynarz” również uciekinier z woldenbergskiego oflagu). „Osa”-„Kosa 30” stanowiła jednostkę dyspozycyjną Komendanta Głównego AK i wykonywała akcje bojowe na jego bezpośrednie zlecenie. Jej warszawski oddział liczył wówczas ok. 30 osób i był podzielony na trzy patrole. Pierwszym patrolem dowodził Kleczkowski, a Uniejewski był dowódcą drugiego.
Brał udział w wielu akcjach specjalnych wymierzonych w niemiecki aparat terroru w okupowanej Polsce. 13 kwietnia 1943 roku uczestniczył w zamachu na Hugo Dietza, kierownika jednego z wydziałów centrali warszawskiego Arbeitsamtu, słynącego z okrucieństw popełnianych w Warszawie w czasie łapanek na roboty przymusowe do Niemiec.
5 czerwca 1943 roku został aresztowany przez Gestapo w kościele pw. św. Aleksandra w Warszawie. Aresztowanie nastąpiło w momencie, gdy brał ślub z Teofilą Suchanek – siostrą kolegi z oddziału, podchorążego Antoniego Suchanka ps. „Andrzejek”. Uniejewski posługiwał się wówczas konspiracyjnym nazwiskiem Ludwik Raczyński. Wraz z nim zatrzymano jego świeżo poślubioną żonę oraz cały orszak ślubny w liczbie 89 osób, wśród których znajdowało się blisko 25 żołnierzy „Osy”-„Kosy”. Po „selekcji” w więzieniu na Pawiaku 56 aresztantów zostało zatrzymanych w celach, a pozostałych zwolniono.
17 września 1943 Niemcy rozstrzelali 12 mężczyzn i 2 kobiety zatrzymane w czasie uroczystości zaślubin. Zginęli wówczas m.in.: Tadeusz Battek „Góral”, Władysław Gabszewicz „Władek”, Andrzej Jankowski „Czesław”, Mieczysław Jarmicki „Jarema”, Andrzej Komierowski „Andrzej”, Anna Kośmińska „Basia”, Krystyna Milli „Krysia”, Jan Papis-Papieski „Jerzy”, Stefan Syrek „Niusek”, Jerzy Trzaska-Durski „Jurek”, Władysław Welwet „Miś”. 
Mieczysław Uniejewski przeżył kolegów z oddziału o niespełna miesiąc. Został rozstrzelany w październiku 1943 roku w ruinach warszawskiego getta. Jego żonę Teofilę Suchanek wraz z matką i ojcem (artystą malarzem Antonim Suchankiem) wywieziono do obozu koncentracyjnego. Zarówno ona, jak i jej rodzice, przeżyli pobyt w obozie.

## Ordery i odznaczenia
- Krzyż Srebrny Orderu Virtuti Militari nr 13379[9]